# Spaniblennius riodourensis
Spaniblennius riodourensis és una espècie de peix de la família dels blènnids i de l'ordre dels perciformes.

## Morfologia
- Els mascles poden assolir 5,1 cm de longitud total.[4][5]

## Reproducció
És ovípar.

## Hàbitat
És un peix marí de clima subtropical que viu entre 17-30 m de fondària.

## Distribució geogràfica
Es troba al territori de l'antic Río de Oro.